# 김혜윤
김혜윤(金惠奫, 1996년 11월 10일~)은 대한민국의 배우이다.

## 경력
2013년 KBS 드라마 《TV소설 삼생이》를 통해 배우로 정식 데뷔 후, OCN 드라마 《나쁜 녀석들》, 웹 드라마 《전지적 짝사랑 시점》, 영화 《살인자의 기억법》, 단편 영화 《학교 가기 싫은 날》 등을 포함해 약 50여 편의 작품에 출연하며 주로 단역 위주로 연기 경력을 쌓았다.
2018년 말부터 2019년 초까지 인기리에 방영한 JTBC 드라마 《SKY 캐슬》 오디션에 200 대 1의 경쟁률을 뚫고 합격한 그녀는 자신의 배역인 강예서 역을 완벽하게 소화하며 대중에게 존재감을 각인시켰고, 이 작품으로 백상예술대상 TV부문 여자 신인 연기상을 받았다.
이후 2019년 MBC 드라마 《어쩌다 발견한 하루》의 주인공 은단오 역에 캐스팅되어 독특한 세계관 속 1인 3역의 캐릭터를 설득력 있게 그려내 폭넓은 연기 스펙트럼을 입증하며 데뷔 후 첫 주연작을 성공적으로 이끌었다.

## 출연 작품

### 영화
| 연도 | 제목                 | 역할            | 비고      | 출처 |
| ---- | -------------------- | --------------- | --------- | ---- |
| 2013 | 숨바꼭질             | 과거 여중생     | 단역      |      |
| 2015 | 적도                 | 박우철의 여동생 | 단역      |      |
| 2016 | 죽여주는 여자        | 간호사 3        | 단역      |      |
| 2017 | 살인자의 기억법      | 소녀 마리아     |           |      |
| 2019 | 미성년               | 정현주          | 단역      |      |
| 2019 | 나쁜 녀석들: 더 무비 | 오지연          | 우정 출연 |      |
| 2021 | 미드나이트           | 소정            |           |      |
| 2021 | 불도저에 탄 소녀     | 구혜영          |           |      |
| 2022 | 동감                 | 서한솔          |           |      |

### 드라마
- 2012년 SBS 수목 특별기획 드라마 《대풍수》 ... 묶인 아이 역
- 2012년 MBC 수목 미니시리즈 《보고싶다》 ... 학생 역 (2회 출연)
- 2013년 KBS2 TV소설 《TV소설 삼생이》 ... 청년시절 정윤희 역 (5회~ 출연)
- 2013년 SBS 월화 특별기획 드라마 《야왕》 ... 버스정류장 학생 (22회 출연)
- 2013년 SBS 드라마 스페셜 《너의 목소리가 들려》 .. 김연진 역 (1회 출연)
- 2013년 SBS 월화 미니시리즈 《수상한 가정부》 ... 방수연 역 (6회 출연)
- 2014년 KBS2 주말연속극 《왕가네 식구들》 ... 어린 왕호박 역 (이태란 아역 / 40회 출연)
- 2014년 OCN 토요 미니시리즈 《나쁜 녀석들》 ... 오지연 역
- 2014년 SBS 드라마 스페셜 《별에서 온 그대》 ... 일진 역
- 2015년 SBS 월화 미니시리즈 《펀치》 ... 조강재의 딸 역 (11회 출연)
- 2015년 MBC 저녁 일일드라마 《딱 너 같은 딸》 ... 어린 마지성 역 (우희진 아역)
- 2015년 SBS 저녁 일일드라마 《돌아온 황금복》 ... 어린 황은실 역 (故 전미선 아역)
- 2015년 tvN 월화 미니시리즈 《신분을 숨겨라》 ... 어린 장민주 역 (윤소이 아역)
- 2015년 SBS 월화 미니시리즈 《미세스 캅 Part Ⅰ》 ... 가출한 여학생 역 (5회 출연)
- 2016년 SBS 2부작 금요드라마 《미스터리 신입생》 ... 대학생 역
- 2016년 SBS 월화 미니시리즈 《닥터스》 ... 여고생 역 (2회 출연)
- 2016년 tvN 금토 미니시리즈 《신데렐라와 네 명의 기사》 ... 편의점 알바생 역 (2회 출연)
- 2016년 MBC 수목 미니시리즈 《쇼핑왕 루이》 ... 송연아 역 (2화, 6화, 13회 출연)
- 2016년 ~ 2017년 SBS 드라마 스페셜 《푸른 바다의 전설》 ... 장진옥의 딸 역 (3회 출연)
- 2017년 tvN 금토 미니시리즈 《쓸쓸하고 찬란하神 - 도깨비》 ... 이산가족 아내 젊은시절 역 (15회 출연)
- 2017년 MBC 단막극 《세가지색 판타지 - 반지의 여왕 편》 ... 앉아있는 여자 역 (3회 출연)
- 2017년 OCN 주말 미니시리즈 《터널》 ... 김영자 젊은시절 역 (3회, 13회 출연)
- 2017년 MBC 수목 미니시리즈 《자체발광 오피스》 ... 불량 학생 역 (8회 출연)
- 2017년 ~ 2018년 MBC 일요 연속극 《밥상 차리는 남자》 ... 정수지 역
- 2018년 SBS 월화 미니시리즈 《의문의 일승》 ... 젊은시절 국수란 역 (26회 출연 / 윤유선 아역)
- 2018년 MBC 수목 미니시리즈 《이리와 안아줘》 ... 연실 역 (6~7회 출연)
- 2018년 tvN 월화 미니시리즈 《식샤를 합시다 3》 ... 교통사고 환자의 딸 역 (1회 출연)
- 2018년 ~ 2019년 JTBC 금토 미니시리즈 《SKY 캐슬》 ... 강예서 역
- 2019년 MBC 수목 미니시리즈 《어쩌다 발견한 하루》 ... 은단오 역
- 2020년 tvN 월화 미니시리즈 《청춘기록》 ... 이보라 역 (1회 특별출연)
- 2020년 JTBC 화요 미니시리즈 《라이브온》 ... 서현아 역 (특별출연)
- 2020년 tvN 수목 미니시리즈 《여신강림》 ... 은단오 역 (특별출연)
- 2021년 tvN 월화 미니시리즈 《어사와 조이》 ... 김조이 역
- 2021년 JTBC 주말 미니시리즈 《설강화 : snowdrop》 ... 계문옥 역
- 2022년 JTBC 주말 미니시리즈 《클리닝 업》 ... 주현 역
- 2024년 tvN 월화 미니시리즈 《선재 업고 튀어》 ... 임솔 역
- 2025년 SBS 월화 미니시리즈 《오늘부터 인간입니다만》 ... 은호 역

### 시트콤
- 2012년 ~ 2013년 KBS2 저녁 일일시트콤 《닥치고 패밀리》 ... 소녀 역 (63회 출연)

### 단편 영화
| 연도 | 제목                         | 역할        | 비고                             | 출처   |
| ---- | ---------------------------- | ----------- | -------------------------------- | ------ |
| 2013 | 안녕 서울 (再見。首爾)       | 어린 박미옥 | 홍콩 MIOGGI 홍보용 단편 영화     | [ 6 ]  |
| 2015 | 굿모닝 영화과                |             | 다큐멘터리 단편 영화             | [ 7 ]  |
| 2016 | 기억의 단편                  | 혜윤        | 제9회 건국졸업영화제             | [ 8 ]  |
| 2016 | 갈래                         | 소녀        | 제9회 건국졸업영화제             | [ 9 ]  |
| 2016 | 치킨런                       |             | 제9회 건국졸업영화제             | [ 10 ] |
| 2016 | 일탈                         |             | 제25회 건국영화제                | [ 11 ] |
| 2016 | 봄하늘                       |             | 제25회 건국영화제                | [ 11 ] |
| 2016 | 수련회가 끝나고              | 소현        | 제25회 건국영화제                | [ 12 ] |
| 2016 | 베짱이 콤플렉스              |             | 제26회 건국영화제                | [ 13 ] |
| 2017 | 학교 가기 싫은 날            | 임은정      |                                  | [ 14 ] |
| 2017 | 순천기억                     | 연오        |                                  | [ 15 ] |
| 2017 | 인형뽑기                     | 어린 은아   |                                  | [ 16 ] |
| 2017 | 서정의 세계                  |             | 제2회 건국대 영화전공 졸업영화제 | [ 17 ] |
| 2017 | 면접                         |             | 제2회 건국대 영화전공 졸업영화제 | [ 18 ] |
| 2017 | 되돌릴 수 없는               |             | 제2회 건국대 영화전공 졸업영화제 | [ 18 ] |
| 2017 | 너에게 하는 말               |             | 제2회 건국대 영화전공 졸업영화제 | [ 18 ] |
| 2017 | 아빠는 어떤 표정을 짓고 있나 | 박혜윤      | 제2회 건국대 영화전공 졸업영화제 | [ 19 ] |
| 2018 | 새벽                         | 선영        |                                  | [ 20 ] |
| 2018 | 베타                         | 김정현      | 한국영화아카데미 34기 졸업영화제 | [ 21 ] |
| 2018 | 판단의 평범성에 대한 보고서  | 윤지        | 제29회 건국영화제                | [ 22 ] |
| 2020 | 서정시작법                   |             |                                  |        |

### 웹 드라마
| 연도 | 방송사 | 제목                      | 역할         | 비고                        | 출처   |
| ---- | ------ | ------------------------- | ------------ | --------------------------- | ------ |
| 2016 | KOK TV | 전지적 짝사랑 시점 시즌1  | 여자주인공 2 |                             | [ 23 ] |
| 2016 | KOK TV | 전지적 짝사랑 시점 시즌2  | 김혜윤       |                             | [ 24 ] |
| 2016 | KOK TV | 주정뱅이                  | 신호정       |                             | [ 25 ] |
| 2017 | KOK TV | 전지적 짝사랑 시점 시즌3  | 김혜윤       | 특별 출연                   | [ 26 ] |
| 2017 | KOK TV | 소능력자                  | 신호정       |                             | [ 27 ] |
| 2018 | JTBC   | 소셜스토리 - 취준의 눈물  | 김혜윤       |                             | [ 28 ] |
| 2019 | KOK TV | 전지적 짝사랑 시점 특별편 | 김혜윤       | KB국민카드 홍보용 웹 드라마 | [ 29 ] |

## 연기 외 활동

### 뮤직 비디오
| 연도 | 가수               | 노래 제목             | 비고 | 출처   |
| ---- | ------------------ | --------------------- | ---- | ------ |
| 2017 | 9와 숫자들         | 수도국 (Water Dept.)  |      | [ 30 ] |
| 2019 | 빅맨 (Bigman)      | 하루하루 (DAY BY DAY) |      | [ 31 ] |
| 2020 | 김나영             | 다른 누구 말고 너야   |      |        |
| 2020 | 박재범, 골든, pH-1 | Afternoon             |      |        |

### 텔레비전 프로그램
| 연도 | 방송사  | 제목                           | 역할        | 방영일         | 비고                                    | 출처 |
| ---- | ------- | ------------------------------ | ----------- | -------------- | --------------------------------------- | ---- |
| 2019 | KBS2    | 해피투게더 4                   | 게스트      | 1. 31. ~ 2. 7. | 17회 ~ 18회                             |      |
| 2019 | KBS2    | 연예가중계                     | 게스트      | 2. 1.          | '연중 캐슬' 코너                        |      |
| 2019 | JTBC TV | 아는 형님                      | 특별 게스트 | 2. 9.          | 166회 '아형 캐슬' 코너                  |      |
| 2019 | MBC     | 쇼! 음악중심                   | 영상 출연   | 2. 16.         | 'MC 찬희'에게 응원 메시지               |      |
| 2019 | JTBC    | 요즘애들                       | 영상 출연   | 2. 17.         | 10회                                    |      |
| 2019 | SBS     | 본격연예 한밤                  | 영상 출연   | 3. 5.          | '건국대학교 영화학과' 졸업식            |      |
| 2019 | SBS     | 런닝맨                         | 게스트      | 4. 21.         | 448회                                   |      |
| 2019 | MBC     | 섹션TV 연예통신                | 인터뷰      | 10. 3.         | 《어쩌다 발견한 하루》 촬영장           |      |
| 2020 | JTBC    | 아는 형님                      | 게스트      | 1. 4.          | 212회                                   |      |
| 2020 | SBS     | 본격연예 한밤                  | 인터뷰      | 1. 15.         | '2020 한밤에서 뽑은 라이징 스타 ②' 코너 |      |
| 2020 | JTBC    | 한끼줍쇼                       | 게스트      | 2. 26.         | 164회                                   |      |
| 2020 | Netflix | 와썹맨GO!                      | 게스트      | 3. 27.         | 1회                                     |      |
| 2020 | MBC     | 선을 넘는 녀석들 - 리턴즈      | 게스트      | 6. 21. ~ 7. 5. | 43회 ~ 45회                             |      |
| 2020 | Netflix | 범인은 바로 너! 시즌3          | 게스트      | 1. 22          | 4 ,8회                                  |      |
| 2021 | MBC     | 놀면뭐하니?                    | 게스트      | 2 . 13 ~ 2. 27 | 80회 ~ 82회                             |      |
| 2021 | SBS     | 뷰티 앤 더 비스트              | 게스트      | 3. 21 ~ 3. 28  | 1회 ~ 2회                               |      |
| 2021 | SBS     | 정글의 법칙                    | 게스트      | 4. 17. ~ 5. 1  | 446회 ~ 448회                           |      |
| 2022 | tvN     | 식스센스                       | 게스트      | 3.5            | 2회                                     |      |
| 2022 | SBS     | 꼬리에 꼬리를 무는 그날 이야기 | 게스트      | 10 27          | 51회                                    |      |
| 2022 | tvN     | 도레미 마켓                    | 게스트      | 11. 12         | 237회                                   |      |
| 2022 | tvN     | 바퀴 달린 집                   | 게스트      | 11. 24 ~ 12. 1 | 7 ~ 8회                                 |      |

2025 kbs 《우리말 겨루기》진행 

### 라디오 프로그램
| 연도 | 방송사      | 제목                            | 역할      | 방영일          | 비고                            | 출처 |
| ---- | ----------- | ------------------------------- | --------- | --------------- | ------------------------------- | ---- |
| 2018 | 팟빵        | 호우의 무비레시피               | 게스트    | 6. 8.           | 팟캐스트                        |      |
| 2019 | KBS 쿨FM    | 장항준 김진수의 미스터 라디오   | 게스트    | 1. 30.          |                                 |      |
| 2019 | KBS 쿨FM    | 악동뮤지션 수현의 볼륨을 높여요 | 게스트    | 1. 31.          |                                 |      |
| 2019 | SBS 파워FM  | 김영철의 파워FM                 | 게스트    | 3. 22.          |                                 |      |
| 2019 | MBC 라디오  | 잠깐만                          | 게스트    | 9. 23. ~ 9. 29. | 라디오 캠페인                   |      |
| 2019 | MBC 표준FM  | 아이돌 라디오                   | 게스트    | 10. 2.          | V LIVE 생방송                   |      |
| 2020 | 네이버 NOW. | 어벤걸스                        | 전화 연결 | 1. 17.          | 인터넷 라디오                   |      |
| 2020 | MBC 표준FM  | 책을 듣다                       | 게스트    | 5. 16.          | 정세랑 《지구에서 한아뿐》 낭독 |      |

### 화보
| 연도 | 발행월 | 잡지명                     | 비고 | 출처                 |
| ---- | ------ | -------------------------- | ---- | -------------------- |
| 2019 | 2월    | 씨네21(1193호)             |      | [ 32 ]               |
| 2019 | 3월    | 앳스타일, 마리끌레르, 엘르 |      | [ 33 ] [ 34 ] [ 35 ] |
| 2020 | 2월    | 하이컷(258호)              |      | [ 36 ]               |

### 기타 활동
| 연도 | 활동 내용                                                      | 날짜    | 비고                                               | 출처          |
| ---- | -------------------------------------------------------------- | ------- | -------------------------------------------------- | ------------- |
| 2015 | 건국대 영화학과 학사개편 반대 플래시몹                         | 5. 4.   | 제16회 전주국제영화제 JIFF 광장                    | [ 37 ] [ 38 ] |
| 2015 | 소셜아트페스티벌 - SAVE OUR ART 소셜아트플래툰 (야외 연극)     | 6. 6.   | 신촌 연세로 스타광장                               | [ 39 ] [ 40 ] |
| 2015 | 제23회 건국영화제 'STAY ALIVE' 오프닝                          |         | 건국대 영화학과 영화제                             | [ 41 ]        |
| 2019 | 단편소설집 '아열대 소녀' 출간기념 상영회 GV                    | 4. 5.   | 《학교 가기 싫은 날》, 《새벽》의 주연 배우로 참석 | [ 42 ]        |
| 2019 | 제10회 대구사회복지영화제 - 김혜윤 단편선 '예서의 표정들' GV   | 4. 6.   | 《학교 가기 싫은 날》, 《새벽》의 주연 배우로 참석 | [ 43 ] [ 44 ] |
| 2019 | 두산 베어스-NC 다이노스 전 시구                                | 4. 7.   |                                                    | [ 45 ]        |
| 2019 | 제1회 더팩트 뮤직 어워즈 시상자                                | 4. 24.  | 곽동연과 '넥스트 리더' 부문 시상                   |               |
| 2019 | 제2회 MGMA 시상자                                              | 8. 1.   | 조병규, 김동희와 '더 보컬 아티스트' 부문 시상      |               |
| 2019 | 《어쩌다 발견한 하루》 제작발표회                              | 10. 2.  |                                                    | [ 46 ]        |
| 2019 | 제40회 청룡영화상 시상자                                       | 11. 21. | 여진구와 '신인감독상' 부문 시상                    | [ 47 ]        |
| 2019 | 중국 칭다오 《어쩌다 발견한 하루》 프로모션 팬미팅 (with 로운) | 12. 27. | 《어쩌다 발견한 하루》의 주연 배우로 참석          |               |
| 2020 | YES24 2020 신년 맞이 기부 바자회                               | 1. 4.   | 《어쩌다 발견한 하루》의 주연 배우로 참석          | [ 48 ]        |
| 2020 | 제29회 서울가요대상 시상자                                     | 1. 30.  | 이재욱과 '신인상' 부문 시상                        | [ 49 ]        |
| 2020 | 제56회 백상예술대상 시상자                                     | 6. 5.   | 장기용과 'TV부문 신인연기상' 부문 시상             | [ 50 ]        |
| 2020 | 김시영 《나만 몰랐던 이야기》 오디오북 낭독                    |         |                                                    | [ 51 ]        |
| 2020 | 서울드라마어워즈 《어쩌다 발견한 하루》 리마인드 토크 콘서트   | 10. 30. | with 김상협 감독, 로운, 이재욱                     |               |

### 홍보대사
| 연도 | 활동명                                   | 비고 | 출처   |
| ---- | ---------------------------------------- | ---- | ------ |
| 2019 | 서울시 IDOO(아이두) 공익 캠페인 홍보대사 |      | [ 52 ] |

### 광고
| 연도      | 기업               | 브랜드                               | 비고      | 출처   |
| --------- | ------------------ | ------------------------------------ | --------- | ------ |
| 2012      | SK텔레콤           | 사회공헌 캠페인                      |           |        |
| 2013      | 천재교육           | 고등학교 교과서                      |           |        |
| 2013      | MIOGGI             | '김치 프로바이오틱스' 티저 광고      | 홍콩 광고 |        |
| 2014      | 매일유업           | 우유속에 빠지다                      |           |        |
| 2014      | 여성가족부         | 다문화가족 캠페인                    | 공익 광고 |        |
| 2017      | 큐피스트           | 모바일 애플리케이션 '글램'           |           |        |
| 2017      | Mnet               | '내 사람친구의 연애' 티저 광고       |           |        |
| 2018      | 제이엔지코리아     | 시에로 코스메틱 그래니 애틱 버블 폼  |           |        |
| 2018      | JW중외제약         | 프렌즈 아이드롭                      |           |        |
| 2018      | 미래능력개발교육원 | 고용노동부 IT취업 지원 캠페인        |           |        |
| 2019      | 일동제약           | 아로나민 골드                        |           |        |
| 2019      | 롯데하이마트       | IT가전 페스티벌                      |           |        |
| 2019      | CJ슈퍼레이스       | MINI 챌린지 코리아 앰버서더          |           | [ 53 ] |
| 2019      | KB금융그룹         | KB국민카드                           |           |        |
| 2019      | 여성가족부         | 희망고백 100그라운드 캠페인          | 공익 광고 |        |
| 2019      | 여성가족부         | 청소년 상담전화 1388 캠페인          | 공익 광고 |        |
| 2019      | 신세계인터내셔날   | 디자인유나이티드                     |           |        |
| 2019      | 환경부             | 국가 지속가능발전목표(K-SDGs) 캠페인 | 공익 광고 |        |
| 2019      | 디쉐어             | 쓰리제이에듀 모의보감                |           |        |
| 2019      | 서울특별시         | 불법 촬영 근절 IDOO(아이두) 캠페인   | 공익 광고 |        |
| 2019-2020 | LG생활건강         | 닥터벨머                             |           |        |
| 2019-2020 | 동아제약           | 템포                                 |           |        |
| 2020      | 조시아 헬스케어    | 더하기빼기 쾌변젤리                  |           |        |

## 수상 및 후보
| 연도 | 시상식                                     | 부문                                | 작품               | 결과 | 출처          |
| ---- | ------------------------------------------ | ----------------------------------- | ------------------ | ---- | ------------- |
| 2019 | 제55회 백상예술대상                        | TV부문 여자 신인연기상              | SKY 캐슬           | 수상 | [ 54 ] [ 55 ] |
| 2019 | 제14회 아시아 모델 어워즈                  | 라이징스타상                        | 빈칸               | 수상 | [ 56 ]        |
| 2019 | 제27회 대한민국 문화연예대상               | 드라마부문 여자 우수연기상          | SKY 캐슬           | 수상 | [ 57 ]        |
| 2019 | 제18회 대한민국 퍼스트브랜드 대상          | 여자배우 라이징스타                 | 빈칸               | 수상 | [ 58 ] [ 59 ] |
| 2019 | MBC 연기대상                               | 최고의 1분 커플 (with 로운, 이재욱) | 어쩌다 발견한 하루 | 후보 |               |
| 2019 | MBC 연기대상                               | 여자 신인연기상                     | 어쩌다 발견한 하루 | 수상 | [ 60 ]        |
| 2019 | MBC 연기대상                               | 수목드라마부문 여자 우수연기상      | 어쩌다 발견한 하루 | 수상 | [ 61 ]        |
| 2020 | 제5회 아시아 아티스트 어워즈               | 여자 배우부문 포텐셜상              | 어쩌다 발견한 하루 | 수상 |               |
| 2021 | 제7회 아시아태평양 스타 어워즈             | KT Seezn 스타상                     | 어쩌다 발견한 하루 | 후보 |               |
| 2022 | 제21회 뉴욕 아시아 필름 페스티벌           | 라이징 스타상                       | 불도저에 탄 소녀   | 수상 |               |
| 2022 | 제31회 부일영화상                          | 신인 여자연기상                     | 불도저에 탄 소녀   | 후보 |               |
| 2022 | 제43회 청룡영화상                          | 신인여우상                          | 불도저에 탄 소녀   | 수상 |               |
| 2022 | 제58회 대종상                              | 신인여우상                          | 불도저에 탄 소녀   | 수상 |               |
| 2022 | 제9회 한국영화제작가협회상                 | 신인배우상                          | 불도저에 탄 소녀   | 수상 |               |
| 2022 | 제42회 황금촬영상                          | 심사위원 특별상                     | 불도저에 탄 소녀   | 수상 |               |
| 2022 | 제27회 춘사국제영화제                      | 신인여우상                          | 불도저에 탄 소녀   | 후보 |               |
| 2023 | 제10회 들꽃영화상                          | 신인배우상                          | 불도저에 탄 소녀   | 수상 |               |
| 2023 | 제21회 디렉터스 컷 시상식                  | 올해의 새로운 여자배우상            | 불도저에 탄 소녀   | 후보 |               |
| 2023 | 제59회 백상예술대상                        | 영화부문 여자 신인연기상            | 불도저에 탄 소녀   | 후보 |               |
| 2024 | 제6회 아시아콘텐츠어워즈 & 글로벌OTT어워즈 | 주연 배우상(여)                     | 선재 업고 튀어     | 후보 |               |
| 2024 | 제6회 아시아콘텐츠어워즈 & 글로벌OTT어워즈 | 피플스 초이스상                     | 선재 업고 튀어     | 수상 |               |
| 2024 | 제6회 뉴시스 한류엑스포                    | 국회 문화체육관광위원장상           | 선재 업고 튀어     | 수상 |               |
| 2024 | 2024 올해의 브랜드 대상                    | 여자배우(핫트렌드)                  | 빈칸               | 수상 |               |
| 2024 | 제9회 동아닷컴's PICK                      | 혜.업.튀(혜윤 업고 튀어)            | 빈칸               | 수상 |               |
| 2024 | 제19회 서울 드라마 어워즈                  | 아시아 스타상                       | 선재 업고 튀어     | 수상 |               |
| 2024 | 펀덱스 어워드 2024                         | TV 드라마 여자 주연 부문            | 선재 업고 튀어     | 후보 |               |
| 2024 | 제15회 코리아 드라마 어워즈                | 여자 우수연기상                     | 선재 업고 튀어     | 후보 |               |
| 2024 | 제15회 코리아 드라마 어워즈                | 핫스타상                            | 선재 업고 튀어     | 후보 |               |
| 2024 | 제15회 코리아 드라마 어워즈                | 글로벌 스타상                       | 선재 업고 튀어     | 후보 |               |
| 2024 | 제15회 코리아 드라마 어워즈                | 베스트 커플상 (with 변우석)         | 선재 업고 튀어     | 후보 |               |
| 2024 | 제9회 아시아 아티스트 어워즈               | 대상 (올해의 배우)                  | 선재 업고 튀어     | 후보 |               |
| 2024 | 제9회 아시아 아티스트 어워즈               | 인기상                              | 선재 업고 튀어     | 수상 |               |
| 2024 | 제9회 아시아 아티스트 어워즈               | 배우부문 베스트 아티스트상          | 선재 업고 튀어     | 수상 |               |
| 2024 | 제9회 아시아 아티스트 어워즈               | 베스트 커플상 (with 변우석)         | 선재 업고 튀어     | 수상 |               |
| 2024 | 제9회 아시아 아티스트 어워즈               | 베스트 액터상                       | 선재 업고 튀어     | 수상 |               |
| 2024 | 제10회 에이판 스타 어워즈                  | 배우부문 아이돌챔프 여자 인기상     | 선재 업고 튀어     | 수상 |               |
| 2024 | 제10회 에이판 스타 어워즈                  | 베스트 커플상 (with 변우석)         | 선재 업고 튀어     | 수상 |               |
| 2024 | 제10회 에이판 스타 어워즈                  | 미니시리즈부문 여자 최우수연기상    | 선재 업고 튀어     | 후보 |               |
| 2025 | 제61회 백상예술대상                        | 방송부문 여자 최우수연기상          | 선재 업고 튀어     | 후보 |               |
| 2025 | 제61회 백상예술대상                        | PRIZM 인기상                        | 선재 업고 튀어     | 수상 |               |
| 2025 | 2025 아시아 스타 엔터테이너 어워즈         | 팬 초이스 캐릭터상                  | 선재 업고 튀어     | 수상 |               |
| 2025 | 2025 아시아 스타 엔터테이너 어워즈         | 팬 초이스 여자 아티스트상           | 선재 업고 튀어     | 수상 |               |
| 2025 | 2025 아시아 스타 엔터테이너 어워즈         | 배우 부문 더 베스트 아티스트상      | 선재 업고 튀어     | 수상 |               |